# Harald Alexandersson (1921–2009)
Harald Gustav Alexander Alexandersson, född 10 januari 1921 i Bogsta församling, död 30 september 2009 i Stockholm, var en svensk väg- och vattenbyggnadsingenjör. 
Efter reservofficersexamen 1942 och avgångsexamen från Kungliga Tekniska högskolan 1945 anställdes Alexandersson vid AB Skånska Cementgjuteriet, där han var vice verkställande direktör 1968–83. Han tillhörde även Väg- och vattenbyggnadskåren (VVK) från 1948. Han var överste av 1:a graden och chef för VVK och Byggnads- och Reparationsberedskapen 1982–87. 
Alexandersson var styrelseledamot i Byggforskningsrådet 1982–89, ordförande i Byggindustrins utvecklingsfond 1983–90 och ordförande i Svensk fastighetsleasing AB 1987–89. 